# 좀 더 가까이서 그대의 옆모습을 보고 싶어
〈좀 더 가까이서 그대의 옆모습을 보고 싶어〉(일본어: もっと近くで君の横顔見ていたい 못토지카쿠데키미노요코가오미테이타이[*])는 일본의 밴드 ZARD의 37번째 싱글 앨범으로, 2003년 11월 12일 발매되었다. (12cm CD: JBCJ-6004) 곡의 작사는 사카이 이즈미가, 작곡은 오노 아이카(大野愛果)가, 편곡은 이케다 다이스케(池田大介)가 맡았다. 이 곡은 일본의 주류 기업인 겟케칸(월계관)의 광고 삽입곡으로 사용되었다.
B사이드 곡은 〈리셋〉(リセット 리셋토[*])이며, 작사는 사카이 이즈미가, 작곡은 미요시 마코토(三好誠)가, 편곡은 코바야시 사토루(小林哲)가 맡았다.
싱글은 오리콘 주간 싱글차트에서 8위에 올랐으며, 10주간 차트에 머물렀다.

## 수록곡
| #            | 제목                                                                              | 작사          | 작곡          | 편곡            | 재생 시간 |
| ------------ | --------------------------------------------------------------------------------- | ------------- | ------------- | --------------- | --------- |
| 1.           | 〈〈좀 더 가까이서 그대의 옆모습을 보고 싶어〉〉 (もっと近くで君の横顔見ていたい) | 사카이 이즈미 | 오노 아이카   | 이케다 다이스케 | 4:29      |
| 2.           | 〈〈리셋〉〉 (リセット)                                                           | 사카이 이즈미 | 미요시 마코토 | 코바야시 사토루 | 2:31      |
| 3.           | 〈〈좀 더 가까이서 그대의 옆모습을 보고 싶어〉〉 (Instrumental)                   |               |               |                 | 4:27      |
| 총 재생 시간 | 총 재생 시간                                                                      | 총 재생 시간  | 총 재생 시간  | 총 재생 시간    | 11:27     |